# 劉景新 (晉綏軍)
劉景新（？—？）籍贯不详，中华民国晋绥军将领。

## 生平
劉景新曾任绥远步兵骑兵第二师团长，参加了百灵庙战役。
1937年抗日战争爆发后，日军与蒙古军突然由张北县向万全县、张家口挺进，企图截断平绥铁路南口守军及晋绥军第三十五军后方联络线及退路，察哈尔省政府主席刘汝明率其手下的第二十九军（军长宋哲元）的第一四三师（已扩为一个军的兵力），经察南向南撤退。南口守军则向蔚县、广灵县转进。时任傅作义手下的晋绥军第三十五军第二一一旅第四二一团团长的劉景新奉命在孔家庄站下车，配合第六十一军独立第二零零旅（旅长刘覃馥）向万全城南山地阻击敌军，掩护第三十五军主力经张家口返回山西大同。
1937年11月2日忻口战役结束后，1937年11月4日之前，傅作义指挥所部撤入太原城内防守，刘景新率第四二一团（欠一营）防守太原东南城，东南城外的郝庄、双塔寺阵地由刘景新团的韩春富营防守。在日军进攻下，11月8日傅作义率部撤离太原。